# Деберн
Деберн (њем. Döbern) град је у њемачкој савезној држави Бранденбург. Једно је од 30 општинских средишта округа Шпре-Најсе. Према процјени из 2010. у граду је живјело 3.696 становника. Посједује регионалну шифру (AGS) 12071044.

## Географски и демографски подаци
Деберн се налази у савезној држави Бранденбург у округу Шпре-Најсе. Град се налази на надморској висини од 144 метра. Површина општине износи 15,7 km². У самом граду је, према процјени из 2010. године, живјело 3.696 становника. Просјечна густина становништва износи 235 становника/km².